# Acontia cratina
Acontia cratina là một loài bướm đêm trong họ Noctuidae.